# زیمون گگنهایمر
زیمون گگنهایمر (انگلیسی: Simon Gegenheimer؛ زادهٔ ۱۷ دسامبر ۱۹۸۸) دوچرخه‌سوار اهل آلمان است.
وی در مسابقات کشوری و بین‌المللی در مجموع برندهٔ ۱ مدال نقره، ۱ مدال برنز شده‌است.